# Telecommunications Research Establishment
Pour les articles homonymes, voir TRE.
Le Telecommunications Research Establishment (TRE) était un centre de recherche de la Royal Air Force qui fut créé à Worth Matravers au Royaume-Uni en mai 1940 pour le développement des applications radar.

## Histoire
En 1935, Sir Henry Tizard avait approuvé le développement du radar à la suite de la démonstration de Robert Watson-Watt en créant le Aeronautical Research Committee à Orfordness près d'Ipswich. Le groupe fut déplacé au Bawdsey Research Station en 1936 et ensuite à Worth Matravers à l'été 1940 où il devint le TRE. Il fut déplacé à Malvern, (Worcestershire) au Malvern College en août 1942 pour l'éloigner de la côte où il était vulnérable aux raids de commandos allemands pour le détruire et s'emparer de ses secrets. À cette époque, on comptait 2 000 travailleurs et chercheurs et en 1945, grâce à un accroissement de la production en électronique, on était rendu à 3 500.
Le conseiller scientifique du MI6, R. V. Jones, s'intéressait de près au travail de ce centre de recherche afin de contrer la technologie de guidage par faisceau radio de la Luftwaffe et d'empêcher l'ennemi de repérer les raids nocturnes de bombardement de la RAF. Un épisode de la guerre que l'on nomma la Bataille des faisceaux. Un autre développement du TRE est celui du radar H2S pour les bombardiers de la RAF qui permit de repérer les cibles au sol de nuit et par mauvais temps.
Le TRE fut combiné au Army Radar Establishment en 1953 pour devenir le Radar Research Establishment. Ce nouveau centre de recherche devint le Royal Radar Establishment en 1957. Il devint le Royal Signals and Radar Establishment quand le Signals Research and Development Establishment (SRDE) de l'armée de terre fut déménagé à Malvern vers 1980 puis les deux furent fusionnés dans le Defense Research Agency en 1992. Finalement, ce nouveau centre fut divisé en une compagnie privée du nom de QinetiQ et un laboratoire du gouvernement appelé DSTL.

## Travaux

### Radionavigation
La radionavigation est une technique de navigation utilisant des ondes radioélectriques pour déterminer sa position ou un lieu de position. Les points obtenus sont indépendants des conditions de visibilité. R. J. Dippy développa le système GEE au TRE qui devint une aide puissance lors des bombardements alliés sur l'Allemagne nazie.
Le oboe, un système de localisation des objectifs destiné au bombardement aérien sans visibilité, et basé sur la technologie des transpondeurs radio, fut développé au TRE par Frank Jones. Il fut utilisé pour la première fois en 1941 par des Mosquitoes.

### Brouillage
Une des contremesures prises pour perturber les communications adverses est celui du brouillage radio des ondes. R. V. Jones, le conseiller scientifique du MI6 et le personnel du TRE collaborèrent pour développer des techniques de brouillage de la radionavigation de la Luftwaffe dans la « Bataille des faisceaux ». Sir Robert Cockburn du TRE dirigea l'équipe qui mit sur pied le système Jostle IV, le plus puissant de son genre en Europe à 2 kW, qui pouvait bloquer toute communication dans le VHF entre 32 et 48 MHz.
Ce système était très volumineux, pesait 272 kg et devait être mis dans un contenant pressurisé pour éviter les arcs électriques. Il prenait toute la place dans la soute à bombe d'un B-17 pour les missions du groupe no 100 de la RAF. Les premiers essais ont été effectués près de l'Islande, loin des zones contrôlées par les Allemands ce qui aurait vendu la mèche.

### Radar
Le développement du radar avait la plus grande priorité. Les premiers travaux ont porté sur la construction de radars aéroportés pour les intercepteurs de nuit. Ceux devaient repérer les bombardiers allemands pour les descendre et l'appareil fut crucial durant le Blitz. Les premières versions date d'aussi tôt que 1936-37 et utilisaient un avion Handley Page Heyford, puis un Avro Anson à la suggestion de Henry Tizard. Les premiers appareils équipés de ces radars opérationnellement furent des Bristol Blenheim convertis en chasseurs. Quelques autres avions furent testés mais c'est le de Havilland Mosquito qui fut son principal utilisateur. Les premières versions de ces radars utilisaient une longueur d'onde de l'ordre d'un mètre avec une antenne en forme d'arc ou de dipôle. La longueur d'onde fut ensuite abaissée dans la gamme des centimètres et les antennes paraboliques remplacèrent les premières antennes.
En même temps, le travail se fit sur le développement de radars l'interception air-surface pour le Coastal Command de la RAF contre les U-boat. Les Lockheed Hudson furent équipés des premiers radars de ce type, puis les Vickers Wellington et Short S.25 Sunderland. Ces radars métriques utilisaient un réseau d'antenne sur le fuselage arrière des appareils et sur leurs ailes. Les versions suivantes équipèrent également des Catalinas et des Liberator qui participèrent à la bataille de l'Atlantique. Des radars furent montés sur des Fairey Swordfish et des Fairey Barracudas lancés de porte-avions pour l'escorte des convois.
Le radar H2S, utilisant le tout nouveau magnétron à cavités est le plus connu des radars de navigation. Il fut monté sur les bombardiers du Royal Air Force Bomber Command pour le repérage des cibles terrestres de nuit ou par mauvais temps. Les premiers utilisations sur des Handley Page Halifax montrèrent son utilité, malgré certains problèmes techniques, et il équipa les autres bombardiers de la flotte. Le H2S continua sa carrière après la guerre sur des Vickers Valiant, Avro Vulcan, Handley Page Victor et certaines versions du English Electric Canberra. Dans sa dernières version, le H2S Mk 9, il participa à la guerre des Malouines à bord de Vulcans en 1982.
Un radar de visée automatique pour les mitrailleuses des bombardiers, connu comme sous le nom de code « Village Inn », fut conçu par Philip Dee et construit par Alan Hodgkin. Ce système permit à l'opérateur des mitrailleuses de tirer sur les chasseurs ennemis sans même à avoir à les repérer visuellement. Il fut installé sur un certain nombre de Lancasters et d'Halifaxes durant la guerre, puis sur des Avro Lincolns après celle-ci.

### Autres
L'usage de tube cathodique pour l'affichage radar et une variété d'autres composantes électroniques furent développées ou améliorées au TRE sous la direction de Geoffrey Dummer. Des simulateurs de vol et des ordinateurs sortirent également de TRE.

## Chercheurs connus du TRE
- Alan Blumlein (en)
- B.V. Bowden (en)
- Geoffrey Dummer (en)
- Antony Hewish
- Alan Hodgkin
- Tom Kilburn
- Bernard Lovell
- J. A. Ratcliffe
- A.H. Reeves
- Ronald Rivlin
- Martin Ryle
- F Graham Smith
- Maurice Wilkes
- Sir Frederic Calland Williams